# Разоаре (Клуж)
Разоаре (рум. Răzoare) насеље је у Румунији у округу Клуж у општини Фрата. Oпштина се налази на надморској висини од 396 m.

## Становништво
Према подацима из 2002. године у насељу је живело 35 становника, од којих су сви румунске националности.